# Highlandponny
Highlandponny är en hästras av ponnytyp som har utvecklats längst uppe i norr på de brittiska öarna och leder sitt ursprung till norra Skottland och öarna där utanför. Highlandponnyn har stora likheter med den asiatiska vildhästen Przewalski och räknas som den moderna motsvarigheten till ponnytyp 2, en av de fyra grundtyperna till alla dagens hästar. Highlandponnyn fanns förut i två olika varianter men numera är Highlandponnyn en enhetlig ras med en stark och robust exteriör och används främst som familjeponny och till lugnare nöjesridning eller körning. 

## Historia
Anfäderna till Highlandponnyn går troligen tillbaka till förhistorisk tid, men rasen har förändrats genom yttre påverkan under historiens gång. Rasen har numera en största mankhöjd på 147 centimeter. Arkeologiska fynd har visat att Highlandponnyn bland annat utvecklats av ponnyer som importerats till Storbritannien från Skandinavien och Island under bronsåldern. Highlandponnyn har många likheter med den norska Fjordhästen och båda dessa raser lär ha utvecklats ur Ponnytyp 2, en av de fyra grundtyperna som utvecklades ur de ur-primitiva hästraserna. Highlandponnyn visar på en stark släktskap med den asiatiska vildhästen Przewalski. Förfäderna till Highlandponnyn fördes då troligtvis till Storbritannien med kelterna och influerades sedan med skandinaviska och orientaliska raser. 
Runt år 1535 förbättrade man ponnyerna genom att avla in större hästar som även de importerats från Frankrike, troligtvis förfäder till den tunga kallblodshästen Percheron, vilket gav en stark och robust ponny. Highlandponnyn användes nu som krigshäst av den engelska kungen på grund av sin styrka. Highlandponnyerna var överlag mycket populära bland torpare och bönder på högländerna och användes både som ridhäst, körhäst, packhäst och inom jordbruket. Highlandponnyn användes även i jakten för att forsla hem byten. Bland annat var det inte ovanligt att Highlandponnyerna fick dra hem stora hjortar på över 100 kg. 
Hertigen av Atholl som ägde den mest betydelsefulla flocken i Storbritannien importerade arabiska fullblod under 1500-talet, varav alla var ättlingar till en svart hingst vid namn Syrian. Även klanen Macniel använde araber i sin avel och födde upp snabba och lätta ponnyer med typiska arabiska drag. Oftast var de ponnyer som föddes upp på fastlandet tyngre medan de ponnyer som föddes upp på öarna var lättare. 
Under 1600- och 1700-talen ägdes de största ponnyhjordarna av den skotska klanen Clanranald och dessa ponnyer kallades Uistponnyer. Klanen importerade bland annat spanska hästar som de korsade med sina ponnyer. På de skotska öarna kallades flockarna istället Arranponnyer och de influerades av Hackneyhästar och Norfolktravare och var lättare i typen. En del inhemska ponnyraser som Fellponny och Dalesponny blandades även i båda stammarna. Det orientaliska inflytandet kom dock att bli mest betydelsefullt för Highlandponnyerna och skedde kontinuerligt över alla århundraden. 
Det skulle dröja ända till slutet av 1800-talet innan Highlandponnyn blev en fixerad typ och då var de dessutom mycket högre. Under 1800-talet var särskilt de highlandponnyer som fötts upp på öarna någon decimeter lägre än dagens ponny och detta beror troligen på att man under 1800-talet brukade viss utavel av Highlandponnyerna med Clydesdalehästar för att få fram starkare ponnyer som var mer lämpade för skogsbruk. 
Highlandponnyn var älskad av både bönderna och kungligheterna. Drottning Victoria I ägde efter år 1850 ett större antal Highlandponnyer. På 1880-talet etablerade brittiska jordbruksdepartementet ett stuteri med de bästa highlandponnyhingstarna och typen blev mer fixerad och rasen fick en standard. De två olika typerna började nu avlas samman och skillnaderna mellan ö-typen och fastlandstypen blev mindre uppenbar. Stamboken öppnades och stamtavlor har upptecknats sedan år 1896. I sina hemtrakter har highlandponnyn använts som dragare, klövjehäst och ridhäst. 
1923 bildades den första rasföreningen för Highlandponnyn och idag finns större föreningar både i Australien och Frankrike och uppfödning av Highlandponny finns även i Sverige.

## Egenskaper
Den moderna highlandponnyn är en idealisk familjeponny. Den är inte särskilt snabb men en trygg och villig hoppare och även populär för långritter. Huvudet är fint med ibland väldigt tydliga arabiska drag som trekantigt huvud med bred panna och liten mule. Primitiva tecken som svart rand längs ryggraden (kallat ål) och zebratecken på benen är vanligt. Stora vita tecken på ben och i ansikte är däremot inte önskade och väldigt ovanligt. De tecken som godkänns måste var minimala. 
I Sverige har Highlandponnyn funnits i cirka 10 år. Den används med stor framgång på ridskolor eftersom den är viktbärande, lugn och hållbar med en naturlig sundhet. Highlandponnyn kan bära vuxna män utan problem. År 2007 fanns ett 20-tal Highlandponnyer i Sverige. Sedan två år finns även uppfödning av Highlandponny i Sverige.